# Xã Wildcat, Quận Tipton, Indiana
Xã Wildcat (tiếng Anh: Wildcat Township) là một xã thuộc quận Tipton, tiểu bang Indiana, Hoa Kỳ. Năm 2010, dân số của xã này là 1.421 người.